# Manifestations et attentats anti-américains de septembre 2012
À partir du 11 septembre 2012, date coïncidant avec le onzième anniversaire des attentats de 2001, plusieurs représentations diplomatiques occidentales, dont l'ambassade des États-Unis en Égypte, au Caire et le consulat des États-Unis à Benghazi en Libye, ont été la cible d'attaques présentées comme des réactions à la diffusion sur YouTube, depuis le 2 juillet 2012, de la bande-annonce d'un film intitulé L'Innocence des musulmans, tenu pour blasphématoire envers Mahomet.
En Égypte, un groupe de manifestants a escaladé le mur de l'ambassade, a brulé le drapeau américain pour le remplacer par un drapeau islamiste noir. En Libye, des roquettes ont été tirées sur le consulat américain tuant l'ambassadeur des États-Unis en Libye, J. Christopher Stevens, deux Marines américains, un agent des services de l'information et blessant deux autres personnes. Selon le quotidien américain The New York Times, des responsables de l'administration de Barack Obama ont indiqué que l'attaque meurtrière contre le consulat américain dans la ville libyenne de Benghazi a été planifiée, et que des « pro-Al-Qaïda » seraient considérés comme les principaux suspects.

## Manifestations

### Afghanistan
Dans la nuit du vendredi 14 au samedi 15 septembre 2012, les talibans de la province de Helmand ont mené une attaque de grande ampleur contre Camp Bastion, une base militaire de l'ISAF (OTAN) dans laquelle est stationné le prince Harry. L'attaque a fait deux morts parmi les marines américains et plusieurs blessés. Six avions de combat américains ont également été détruits et deux autres endommagés. Le 18 septembre, une femme portant une veste d'explosifs a fait sauter un minibus alors qu'elle se dirigeait vers trois autres bus transportant des employés d'une compagnie aérienne sud-africaine desservant l'ambassade des États-Unis, cet attentat a fait dix morts, dont huit étrangers[réf. souhaitée].

### Belgique
À Anvers, deux cent trente manifestants ont été arrêtés le 15 septembre lors d'une manifestation non déclarée. À Bruxelles, une trentaine de personnes ont été arrêtées le 17 septembre lors d'une autre manifestation non déclarée.

### Égypte
En Égypte, la manifestation a été organisée par Wesam Abdel-Wareth, meneur salafiste et président de la chaîne télévisée égyptienne Hekma, qui a appelé à manifester le 11 septembre à 17 h 0 devant l'ambassade américaine à l'encontre d'un film intitulé L'Innocence des Musulmans,. Cependant, Eric Trager, expert à la Washington Institute for Near East Policy, explique que cette manifestation a été organisée plus tôt le 30 août par Gamaa al-Islamiya, pour la libération du Sheikh Omar Abdel Rahman.
Environ 3 000 salafistes ont manifesté devant l'ambassade des États-Unis. Une douzaine d'homme auraient tenté d'escalader le mur de l'ambassade, pour ensuite retirer le drapeau des États-Unis et le remplacer avec un drapeau noir islamique. Au Caire, des nuages de gaz lacrymogènes flottaient dans l’enceinte fortifiée autour de l’ambassade des États-Unis que les forces de sécurité se sont affrontés avec les manifestants pour la troisième journée consécutive. De plus petites manifestations ont été signalées dans la région. Le 14 septembre, dans la ville de Sheikh Zuweid localisée dans le Sinaï, des manifestants prennent d'assaut la Force multinationale et observateurs au Sinaï, dans laquelle devait être signé un traité de paix entre l'Égypte et Israël. Les forces font feu sur les manifestants et seuls deux membres des forces ont été blessés,.

### France
Le 15 septembre, à Paris, une manifestation non déclarée et non autorisée devant l'ambassade des États-Unis a dégénéré lorsque les participants, repoussés par les forces de l'ordre, se sont dirigés vers le ministère de l'intérieur, place Beauvau. Cent-cinquante personnes ont été interpelées.

### Liban
À Tripoli (Liban), des manifestants ont incendié des restaurants KFC et Hardee's. Un manifestant a été tué par la police et 25 autres ont été blessés.

### Libye
Le 11 septembre, l'ambassadeur américain en Libye J. Christopher Stevens est assassiné à Benghazi dans des conditions obscures avec trois autres diplomates américains. Le groupe salafiste Ansar al-Charia, basé à Benghazi, est accusé par les États-Unis et les nouvelles autorités libyennes de l'attaque. Cette milice est expulsée de la ville le 21 septembre à la suite d'une manifestation réunissant 30 000 personnes, qui protestaient contre les milices armées et demandaient justice pour l'ambassadeur. Les manifestants s'en prennent ensuite aux quartiers-généraux de quatre brigades islamistes, et obtiennent leur départ à la suite de violences ayant faite onze morts et 70 blessés. Le 23 septembre, le président du Congrès général national Mohamed Youssef el-Megaryef annonce la dissolution de toutes les milices non contrôlées par l’État sous 48 heures.
Le vendredi 14 septembre, les autorités libyennes ferment l'espace aérien au-dessus de Benghazi à la suite de tirs antiaériens visant les drones de reconnaissance américains déployés au-dessus de la ville.
Le 23 septembre, le chef de l’État libyen Mohamed Youssef el-Megaryef annonce la dissolution de toutes les milices non contrôlées par l’État, deux jours après des manifestations réclamant cette mesure et demandant justice pour l'ambassadeur américain J. Christopher Stevens assassiné le 11 septembre à Benghazi.
Ces évènements sont à la base du film 13 Hours: The Secret Soldiers of Benghazi de Michael Bay, sorti en 2016.

### Maroc
Le 14 septembre 2012, environ deux cents salafistes manifestent à Salé après la prière du vendredi.

### Pakistan

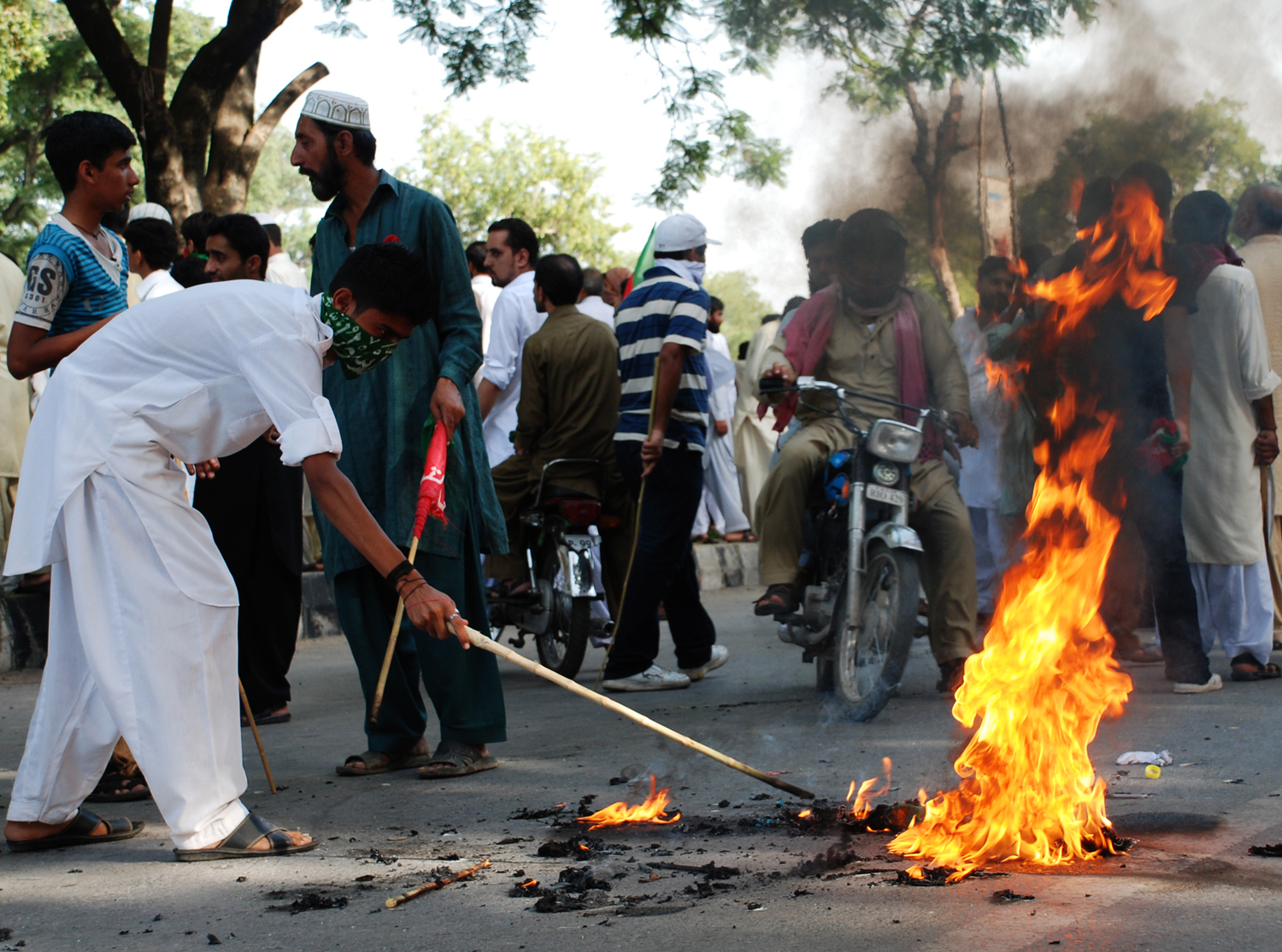
Manifestation au Pakistan.

Au Pakistan, à la suite de manifestations menées, un manifestant a été tué dans des affrontements avec les forces de polices dans le nord-ouest du pays. Deux autres personnes ont été blessées.

### Soudan
Après les prières du vendredi le 14 septembre, des manifestants ont attaqué les ambassades de Grande-Bretagne et d’Allemagne localisées à Khartoum. Les manifestants ont, par la suite, retiré le drapeau allemand.

### Tunisie

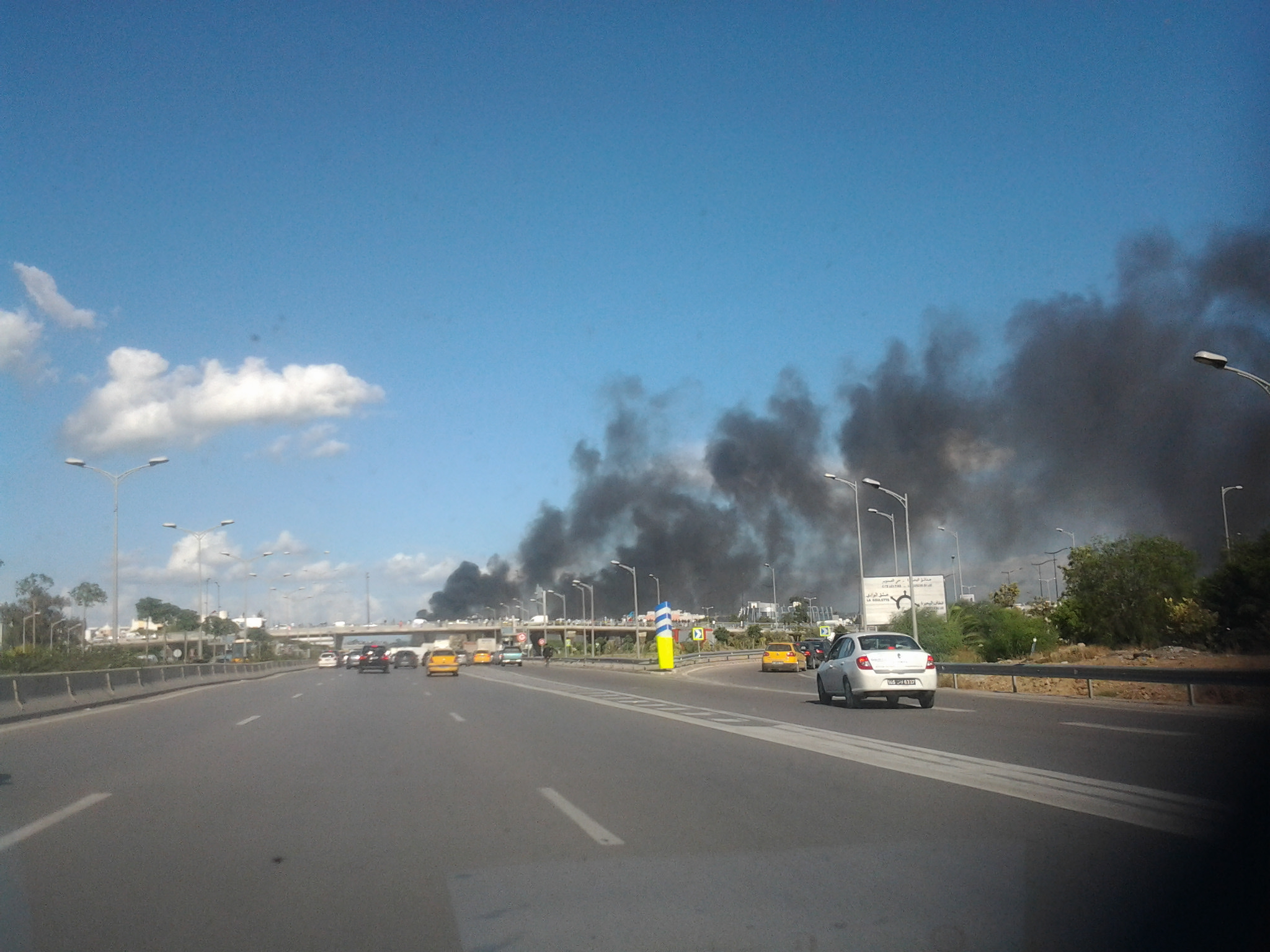
De la fumée s’échappent de l’enceinte de l’ambassade US à Tunis le 14 septembre 2012.

Le 14 septembre 2012, des tirs sont entendus dans la banlieue de Tunis. Des manifestants attaquent l'ambassade des États-Unis et mettent le feu au bâtiment. Des affrontements ont lieu dans le quartier alentour et l'école américaine de Tunis y est saccagée puis incendiée.

### Yémen
Le 14 septembre 2012, les États-Unis envoient une équipe de Marines protéger leur ambassade à Sanaa à la suite de manifestations et violences anti-américaines contre le bâtiment.

## Réactions

### Égypte
Le premier ministre Égyptien Hicham Qandil condamne fermement ces violences et explique que « ce qui s'est passé à l'ambassade des États-Unis est regrettable [...]. » 24 heures plus tard, le président égyptien Mohamed Morsi condamne le film tout en dénonçant les violences qu'il a provoquées, et les Frères musulmans ont retiré leur appel à manifester à travers tout le pays, mais des manifestants ont continué toute la journée à affronter la police près de l'ambassade des États-Unis, ; le président Mohamed Morsi demande également au président des États-Unis, Barack Obama, d'agir contre ce film et ses auteurs. Par ailleurs, les premières réactions du président Mohamed Morsi et des Frères Musulmans ont été froidement accueillies aux États-Unis,,.
Le site Onislam, affilié à Al Azhar, a diffusé une fatwa condamnant ces violences. Al Azhar, lui-même, diffuse une fatwa condamnant ces violences.

### Libye
Le nouveau premier ministre Libyen Moustapha Abou Chagour, apparu sur la première chaîne de télévision en Libye, le jeudi 13 septembre, pour présenter les objectifs de son gouvernement, condamne ces attaques et présente les objectifs de son gouvernement. S'exprimant au lendemain de son élection par le Congrès national général, Abushagur a déclaré qu'il formerait un gouvernement d'unité nationale dans lequel toutes les forces politiques seront représentées et qui prendra en considération les équilibres géographiques. Il précise que le gouvernement s'attachera à instaurer la sécurité. Obama s’est entretenu par téléphone avec le président libyen Youssouf Mohammed al-Magariaf mercredi soir, en acceptant condoléances pour les décès et exprimant sa gratitude pour la coopération entre les États-Unis et la Libye à la suite de l’attaque, la Maison Blanche.

### Yémen
Le président yéménite Abd Rab Mansour Hadi réagit rapidement aux manifestations de Sana'a et présente ses plus sincères excuses aux États-Unis, d'après un communiqué de l'ambassade du Yémen aux États-Unis, à Washington D.C.

### États-Unis

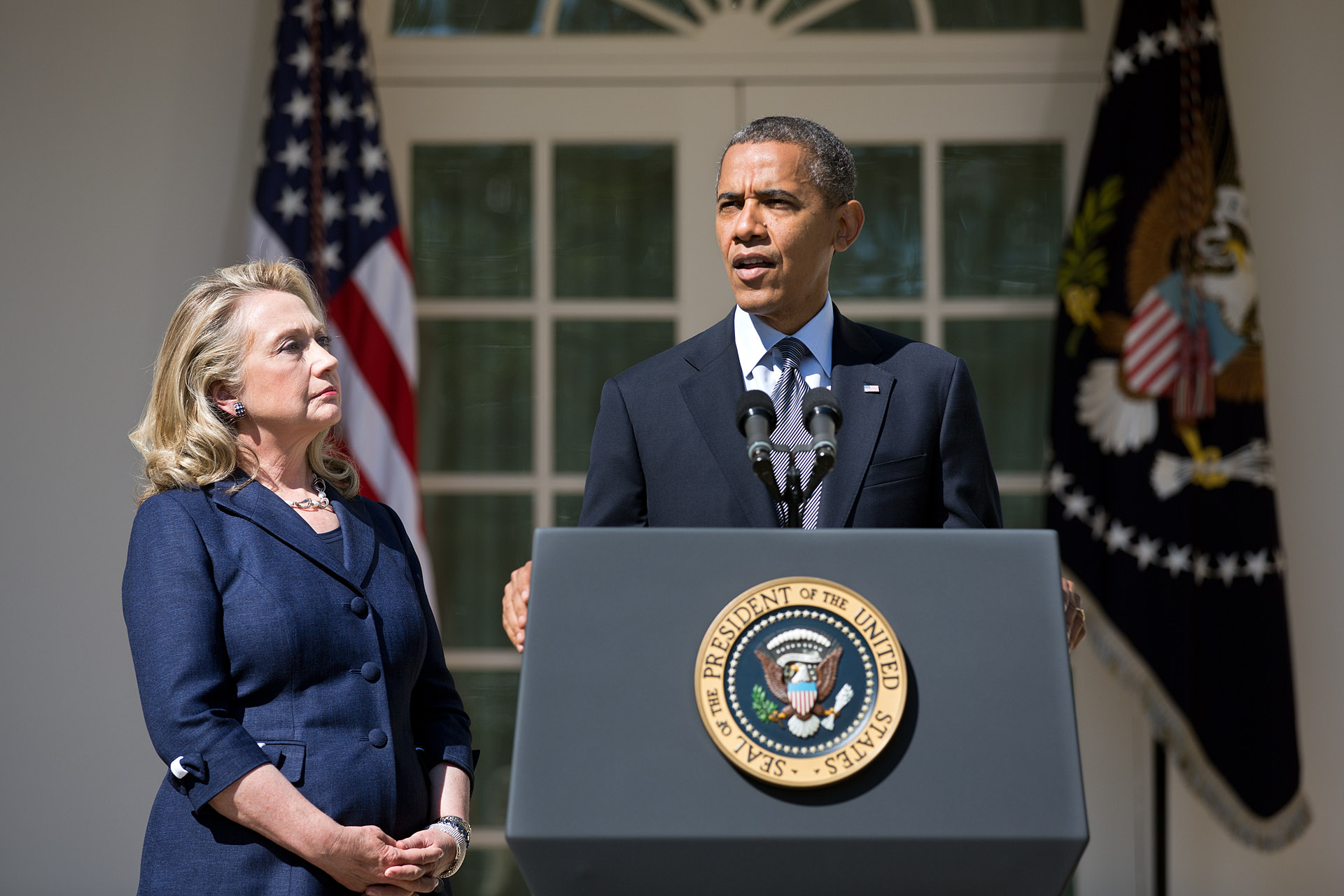
Le président Barack Obama, aux côtés de la secrétaire d'État Hillary Rodham Clinton, devant la maison blanche le 12 septembre 2012, condamnant fermement les attaques qui se sont déroulées à Benghazi.

Le président américain Barack Obama et la secrétaire d’État Hillary Rodham Clinton condamnent fermement l'attaque au lance-roquettes contre la mission des États-Unis localisée à Benghazi (Libye), qui a coûté la vie à quatre Américains dont l’ambassadeur des États-Unis J. Christopher Stevens. Le 12 septembre, le président Obama déclare officiellement : « je condamne avec force la scandaleuse attaque perpétrée contre notre mission diplomatique à Benghazi ». Le Président a ajouté que les diplomates « incarnaient l’engagement des États-Unis pour la liberté, la justice et le partenariat avec les pays et les peuples du monde entier, [offrant] un contraste frappant avec ceux qui les ont sauvagement tués ». Hillary Clinton a déclaré « comprendre que l'on se demande comment un tel drame a pu se produire dans un pays que nous avons contribué à libérer, dans une ville que nous avons sauvée de la destruction ». Une unité spéciale de Marines, la Marine Corps Security Force Regiment (FAST), a été envoyée en Libye pour contribuer à la sécurité.
L'administration Obama ouvre une enquête pour savoir si l'attaque terroriste ne coïncidait pas avec le 11e anniversaire des attentats du 11 septembre 2001. Selon les médias de The New York Times et de la chaîne télévisée américaine CNN, des officiels de l'administration Obama expliquent qu'ils pensent que ces attaques à Benghazi étaient délibérées et des rapports indiquent qu'un ou plusieurs groupes pro-Al-Qaïda seraient impliqués dans ces attaques. À la suite de la déclaration faite par l'ambassade des États-Unis en Égypte, le candidat à la présidentielle américaine Mitt Romney a critiqué l'administration Obama, la présentant comme ayant de « la sympathie envers les assaillants ». Un fonctionnaire de l'administration Obama aurait déclaré à la chaîne de télévision américaine ABC que le communiqué de l'ambassade des États-Unis au Caire condamnant « Les efforts continus déployés par des individus malveillants visant à blesser les sentiments religieux des musulmans – comme nous condamnons les offenses aux croyants de toutes les religions » n'avait pas été officialisé et ne reflétait pas les vues du gouvernement des États-Unis.
Lors d'un « court appel téléphonique », le général Martin Dempsey, chef d'état-major interarmées américain, a exprimé « ses inquiétudes sur la nature du film, les tensions qu'il a générées et les violences qu'il a provoquées » et « a demandé au pasteur Terry Jones de penser à retirer son soutien au film », a rapporté dans un e-mail le porte-parole du général Dempsey, le colonel Dave Lapan. L'actrice Cindy Lee Garcia a précisé avoir répondu en 2011 à une annonce pour un film intitulé Desert Warrior (Le Guerrier du désert). « Tout cela me paraît irréel, c'est comme s'il ne restait rien de ce que nous avons tourné », a-t-elle déclaré à l’agence Reuters. Selon elle, « il n’y avait rien sur Mahomet ou les musulmans » dans le film qu’elle a tourné. Dans les colonnes du Los Angeles Times, l'équipe du film a déclaré avoir été dupée : « Tous les acteurs et toute l'équipe sont bouleversés et ont l’impression d’avoir été exploités par le producteur ». « Nous sommes à 100 % contre ce film et avons été grossièrement trompés sur ses intentions et objectifs. [...] Nous sommes choqués par les réécritures radicales du scénario et les mensonges proférés à toutes les personnes impliquées », ont-ils ajouté, avant de confier : « Nous sommes profondément attristés par les tragédies » survenues en Libye et en Égypte.

### Iran
La quatrième chaîne de télévision iranienne consacre une soirée spéciale à l'étude de cette « provocation », le 13 septembre. À la fin du programme, l'ayatollah Ali Khameinei diffuse une déclaration : « la politique hostile du sionisme, des États-Unis et des chefs de l'arrogance mondiale se trouve derrière ce geste honteux par lesquels ils cherchent à salir les valeurs islamiques dans l'esprit des jeunes générations du monde de l'Islam et à affaiblir leurs sentiments religieux. S'ils n'avaient pas soutenu les précédents éléments de cette chaîne de calomnies, Salman Rushdie, le caricaturiste danois et le pasteur américain qui a brûlé le Saint Coran, ainsi que des dizaines de films anti-islamiques produits dans les compagnies des capitalistes sionistes, aujourd'hui ce crime impardonnable n'aurait pas été commis. » Le ministère iranien des Affaires étrangères a fermement condamné le film comme étant des « insultes à des personnages musulmans sacrés » et exprimé « sa sympathie avec les sentiments outragés du monde musulman » tout en critiquant la réaction du gouvernement des États-Unis. L'ayatollah Ali Khamenei a déclaré : « Dans ce crime, les sionistes et le gouvernement américain sont au premier banc des accusés. Les hommes d’État américains, s'ils ne sont pas impliqués dans ce crime, comme ils le prétendent, doivent punir de manière adéquate ses auteurs et ceux qui les ont soutenus financièrement et ont blessé le cœur des musulmans. »

### Youtube
Très controversée, la vidéo diffusée sur YouTube est accusée d'islamophobie. Le président afghan Hamid Karzai a décidé de censurer YouTube, déclarant que les réalisateurs du film ont commis un « acte diabolique ». Le président égyptien Mohamed Morsi a exhorté, le 11 septembre 2012, « le gouvernement des États-Unis à poursuivre les fous derrière la vidéo ».
La vidéo a été bloquée en Égypte et en Libye sur YouTube. L'Indonésie a également bloqué la vidéo, tandis que l'Afghanistan a bloqué le site YouTube. L'Inde devrait également bloquer des pages concernant la vidéo et ses liens externes.